# IC 1938
IC 1938 ist eine Spiralgalaxie vom Hubble-Typ Sc im Sternbild Horologium am Südsternhimmel. Sie ist schätzungsweise 400 Millionen Lichtjahre von der Milchstraße entfernt und hat einen Durchmesser von etwa 95.000 Lichtjahren. 

Im selben Himmelsareal befinden sich u. a. die Galaxien IC 1933, IC 1942, IC 1945, IC 1946.
Entdeckt wurde das Objekt am 14. Oktober 1898 von DeLisle Stewart.